# Ashley Palmer
Ashley Palmer (n. 13 noiembrie 1978, Naperville, Illinois) este o actriță americană. Ea a apărut în mai multe filme la televiziune, filme publicitare și în piese de teatru.